# Distretto a collocazione storica
Un distretto a collocazione storica è un livello di regolazione urbanistica locale previsto dagli Stati Uniti che ingloba le restrizioni della suddivisione in zone per una determinata area geografica, con l'obiettivo principale di preservare il carattere storico del quartiere.

## Sviluppo iniziale
I distretti a collocazione storica sono stati maggiormente utilizzati come strumento più flessibile per la regolamentazione storica comunale sin dal loro avvento a metà del XX secolo. I tribunali di tutti e 50 gli stati hanno generalmente appoggiato i poteri delle amministrazioni municipali nel regolamentare la proprietà mediante l'uso di distretti a collocazione, e i tribunali in vari stati, così come la Corte suprema degli Stati Uniti hanno sostenuto in modo specifico l'utilizzo dei distretti a collocazione storica.
L'obiettivo dichiarato della maggior parte dei distretti a collocazione storica è quello di preservare l'atmosfera storica generale e l'aspetto di un quartiere nel sua interezza, piuttosto che limitarsi di mettere in risalto edifici specifici in un'area per lo più storica.

## Istituzione del distretto storico
L'istituzione dei distretti storici varia da stato a stato. Generalmente, come è noto, la creazione di un distretto inizia con una commissione comunale di zonizzazione o un comitato di conservazione storica. Vengono generalmente fornite le consuete notifiche per gli incontri pubblici e solitamente si dà udienza per l'approvazione dei commenti da parte dei cittadini interessati, ma alla fine l'organo di governo municipale ha l'ultima parola sulla creazione di un distretto a collocazione storica. Molti distretti vengono accompagnati dall'istituzione di una commissione per i distretti storici, incaricata di sovrintendere alla creazione di regolamenti specifici che permettano ai proprietari terrieri di richiedere appelli.
Negli stati che richiedono una stretta aderenza da parte del governo municipale per le concessioni di autorità statutarie, deve essere in atto uno statuto di concessione che consenta espressamente la creazione di distretti a collocazione storica da parte dei comuni, città e contee. La Carolina del Nord, ad esempio, è uno stato con uno statuto di concessione che consente alle proprie amministrazioni municipali debitamente costituite di formare tali distretti.

## Ricorsi
Come la maggior parte delle ordinanze di zonizzazione, i distretti a collocazione storica e le decisioni delle commissioni locali del distretto storico vengono spesso contestati dai singoli proprietari terrieri che cercano variazioni o permessi per avviare nuovi appalti. Dato che gli organi di governo municipale nella maggior parte degli Stati hanno una grande deferenza, perciò, i ricorsi diretti per tali distretti non hanno generalmente successo.
I proprietari terrieri possono avere maggiore successo nel cercare variazioni o permessi per nuovi appalti dimostrando, o che un organo municipale ha commesso un errore nell'applicazione dell'ordinanza sulla zonizzazione, oppure che l'edificio in questione si adatti effettivamente al carattere storico generale del distretto.